# Willie Middlebrooks
Willie Frank Middlebrooks (Miami, 12 febbraio 1979) è un ex giocatore di football americano statunitense che ha militato nel ruolo di cornerback nella National Football League (NFL) e nella Canadian Football League (CFL).

## Carriera
Al college Middlebrooks giocò a football a Minnesota. Fu scelto come ventiquattresimo assoluto nel Draft NFL 2001 dai Denver Broncos. Vi giocò fino alla stagione 2006, tranne una parentesi con i San Francisco 49ers nel 2005. In tutta la carriera nella NFL disputò solamente due partite come titolare e non fece registrare alcun intercetto.
Middlebrooks firmò come free agent con i Toronto Argonauts della CFL il 28 aprile 2008. Alla prima partita nella nuova lega fu premiato come miglior difensore della settimana della CFL grazie a 9 tackle e un intercetto nella vittoria sui Winnipeg Blue Bombers. Dopo avere militato per Toronto per tre stagioni, il 1º giugno 2011 annunciò il ritiro a causa di un grave infortunio al collo subito nel finale dell'annata 2010.